# Hypothecla
Hypothecla is een geslacht van vlinders van de familie Lycaenidae, uit de onderfamilie Theclinae.

## Soorten
- H. astyla (Felder, 1862)
- H. honos De Nicéville, 1898